# Askania-Nova

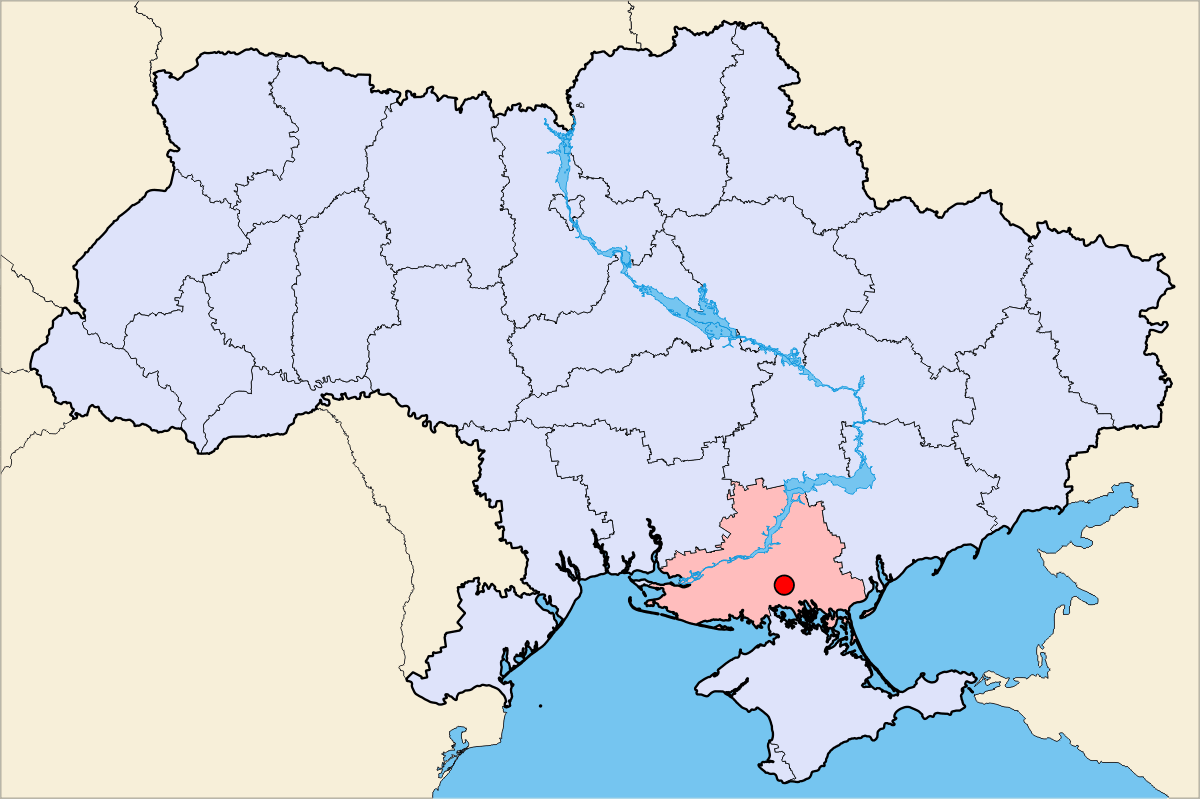
Localizarea rezervaţiei în Ucraina

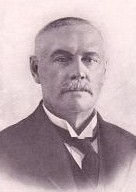
Friedrich Eduardovych Falz-Fein, fondatorul rezervaţiei

Askania-Nova (în ucraineană: Асканія-Нова;rusă:Аскания-Нова) este o rezervație a biosferei din oblastia Kherson, Ucraina, aflată în stepa uscată Tavriya. Coordonate geografice: 46°27′N 33°52′E / 46.450°N 33.867°E
Rezervația este renumită pentru faptul că găzduiește cel mai mare grup de cai Przewalski în captivitate din lume, care trăiesc într-o zonă de 30 km2.
Rezervația naturală a fost înființată în 1874 de către Friedrich Eduardovych Falz-Fein în jurul așezării germane Askania-Nova (înființată în 1828). Rezervația constă într-o grădină zoologică de aclimatizare, o grădină botanică (2.1 km2), și o rezervație de stepă virgină (110 km2), ultima de acest fel din Europa. Are o suprafață totală de 825 km2.
În timpul primului și celui de-al doilea Război Mondial, rezervația a fost devastată. 
Pe lângă specii locale, aceasta găzduiește struți, bizoni, antilope, cai sălbatici, lame, zebre și multe specii de păsări. Mai mult de 200 de specii de foioase și conifere au fost aduse din diferite părți ale lumii și plantate în grădina botanică între anii 1885-1902. Aproximativ 600 de specii de plante (anuale sau perene), dintre care 16 notate în Cartea roșie de date a Ucrainei, au fost păstrate în forma lor naturală.